# مارسيل جيكوف
مارسيل جيكوف (بالتشيكية: Marcel Gecov)‏ (1 يناير 1988 ببراغ في التشيك - ) هو لاعب كرة قدم تشيكي في مركز الوسط. شارك مع منتخب التشيك تحت 17 سنة لكرة القدم ومنتخب التشيك تحت 18 سنة لكرة القدم ومنتخب التشيك تحت 19 سنة لكرة القدم ومنتخب جمهورية التشيك تحت 20 سنة لكرة القدم ومنتخب جمهورية التشيك تحت 21 سنة لكرة القدم ومنتخب جمهورية التشيك لكرة القدم. أما مع النوادي، فقد لعب مع رابيد بوخارست وسلافيا براغ وشلوسك فروتسلاو ونادي سلوفان ليبيريتس ونادي غينت ونادي فولهام ونادي كلادنو.

## وصلات خارجية
- مارسيل جيكوف على موقع الاتحاد الأوربي (الإنجليزية)
- مارسيل جيكوف على موقع الاتحاد التشيكي (الإنجليزية)
- مارسيل جيكوف على موقع قاعدة بيانات كرة القدم.إي يو (الإنجليزية)
- مارسيل جيكوف على موقع ناشيونال فوتبول تيمز (الإنجليزية)
- مارسيل جيكوف على موقع Soccerbase.com (لاعب) (الإنجليزية)
- مارسيل جيكوف على موقع Soccerway.com (الإنجليزية)
- مارسيل جيكوف على موقع عالم كرة القدم.نت (الإنجليزية)